# Bundesstraße 115
Pour les articles homonymes, voir Route 115.
La Bundesstraße 115 (abrégé en B 115) est une Bundesstraße reliant Jüterbog à Görlitz.

## Localités traversées
- Jüterbog
- Baruth/Mark
- Golßen
- Lübben
- Forst
- Döbern
- Bad Muskau
- Niesky
- Görlitz